# Paradesisa borneensis
Paradesisa borneensis là một loài bọ cánh cứng trong họ Cerambycidae.